# Marcipa achyropa
Marcipa achyropa är en fjärilsart som beskrevs av Pierre E.L. Viette 1958. Marcipa achyropa ingår i släktet Marcipa och familjen nattflyn. Inga underarter finns listade i Catalogue of Life.